# Youges
Cet article concerne le peuple youge. Pour la langue youge, voir Youge.
Les Youges formaient un peuple ienisseïen, partie des peuples également nommés Ostiaks. Par métissage et russification, ils ont disparu au début du XXIe siècle. 